# 黑帶龍脊魨
黑帶龍脊魨，又名巧克力娃娃，為輻鰭魚綱魨形目四齒魨亞目四齒魨科的其中一種，被IUCN列為易危保育類動物，為熱帶淡水魚，是世界上體型最小的河魨之一，分布於亞洲印度淡水水域，體長可達3.5公分，棲息在底層水域，生活習性不明，可作為觀賞魚。

## 扩展阅读
維基物種上的相關：黑帶龍脊魨